# Ahmed Messadia
Ahmed Messaadia (né le 15 juin 1986 à Batna) est un footballeur algérien, qui évolue au poste d'attaquant. 
Il joue actuellement en faveur du club algérien de la MO Béjaïa.

## Biographie
Ahmed Messaadia commence sa carrière au CA Batna. Lors de la saison 2011-2012, il dispute 23 matchs pour 13 buts inscrits en championnat. Ses bonnes performances lui valent alors un transfert vers la JS Kabylie. Lors de sa 1re saison avec la JSK, il dispute 28 matchs pour 9 buts en championnat, et joue également deux matchs en Coupe de la confédération, avec à la clé deux buts contre le NARB Réghaïa.